# Nemopalpus orientalis
Nemopalpus orientalis är en tvåvingeart som beskrevs av Edwards 1928. Nemopalpus orientalis ingår i släktet Nemopalpus och familjen fjärilsmyggor. Inga underarter finns listade i Catalogue of Life.